# سرتانيجو
سِرْتانيجو (باللغة البرتغالية Sertanejo) نوع من الموسيقى البرازيلية الشهيرة. ولقد أخذت نجاحا عالميا بعد انتشار أغنية !Ai se eu te pego للمغني البرازيلي ميشال تيلو (Michel Teló) وأغنية Balada المغني جوستافو ليما Gusttavo Lima.
السيرتانيجو وهو نوع من موسيقى الـ country البرازيلية قد يغنى بالانفراد أو بالفرق (ثلاثيات)، إلا أن الدارج عموما هو الفريق الثنائي المؤلف من صوت أساسي وصوت مرافق. أغلبية المغنين من الذكور، إلا أن بعض الفنانات بدأن يشتهرن.
من أهم الفنانين في موسيقى السرتانيجو (Música sertaneja) :
بالانفراد
- ميشال تيلو - Michel Telo
- غوستافو ليما - Gusttavo Lima
- Alex Ferrari
- Eduardo Costa
- Leo Rodriguez
- Luan Santana
- Paula Fernandes

ثنائي
- Bruno e Marrone
- Chitãozinho & Xororó
- João Lucas & Marcelo
- Jorge & Mateus
- Leandro e Leonardo
- Maria Cecília & Rodolfo
- Fernando & Sorocaba
- Tião Carreiro & Pardinho
- Victor & Leo
- João Bosco & Vinícius
- Zezé Di Camargo & Luciano